# Prälank
Prälank ist eine Ortslage im Stadtteil Zierke der Stadt Neustrelitz im Landkreis Mecklenburgische Seenplatte des Bundeslandes Mecklenburg-Vorpommern.

## Geografie und Verkehrsanbindung
Prälank liegt westlich der Kernstadt von Neustrelitz. Östlich, direkt neben dem Dorf erstreckt sich der Große Prälanksee mit einer Wasserfläche von 27,8 ha und weiter östlich der 347,3 ha große Zierker See. Die B 96 und die B 193 verlaufen östlich des Ortes.

## Baudenkmale und Persönlichkeiten
In der Liste der Baudenkmale in Neustrelitz ist für Prälank eine Doppeltorscheune (Prälank Nr. 3a) als einziges Baudenkmal aufgeführt.
Der Schriftsteller und vormalige SED-Politiker Hermann Kant (1926–2016) lebte ab Mitte der 1990er Jahre in Prälank.